# Státní úřad plánovací
Státní úřad plánovací (SÚP) byla instituce ustanovená Dekretem presidenta republiky ze dne 25. srpna 1945 o Hospodářské radě (63/1945 Sb.). V jeho čele stál ministr-předseda, který měl k dispozici náměstky jmenované prezidentem. Jeho funkci 12. března 1949 upravil zákon z 22. února 1949 o hospodářském plánování (plánovací zákon). Později Státní úřad plánovací změnil svůj statut 6. prosince 1951 a to na základě vládního nařízení ze dne 7. listopadu 1951, kterým se vydává statut státního úřadu plánovacího. Tento úřad byl zrušen (t.j. defakto přejmenován) 22. července 1959 na základě zákona ze dne 8. července 1959 o Státní plánovací komisi, která se stala jeho nástupnickou organizací.
Slovensko mělo vlastní oblastní orgán Slovenský plánovací úřad, který vešel v účinnost na základě zákona 287/1949 Sb. a nahrazen vládním nařízením č. 36/1952 Sb.

## Úkoly
Úkoly Státního úřadu plánovacího byly podle §1 výše uvedeného nařízení tyto:
1. vypracovává a předkládá vládě ke schválení návrhy perspektivních, ročních a čtvrtletních státních národohospodářských plánů;
2. kontroluje plnění vládou schválených státních národohospodářských plánů;
3. zpracovává z pověření vlády i z vlastní iniciativy jednotlivé problémy národohospodářského rozvoje a předkládá vládě návrhy na jejich řešení;
4. vypracovává a předkládá vládě ke schválení plány rozdělení hmotných zdrojů a plány zásobování národního hospodářství, jakož i normy spotřeby surovin, materiálu, paliva a energie;
5. prověřuje plnění vládou schválených plánů rozdělení hmotných zdrojů a plánů zásobování národního hospodářství a kontroluje činnost ministerstev v oblasti zásobování a odbytu;
6. předkládá vládě ke schválení plány tvorby státních hmotných reserv a provádí kontrolu jejich tvorby a opatrování;
7. plánuje a organisuje zavádění nové techniky a předkládá vládě ke schválení plány rozvoje a zavádění nové techniky do národního hospodářství;
8. podává vládě posudky návrhů ve všech otázkách rozvoje národního hospodářství, jež předložila jednotlivá ministerstva vládě k projednání;[3]
9. podává vládě posudky o návrzích státního rozpočtu, úvěrového a pokladního plánu;
10. organisuje vědecko-technickou spolupráci a výměnu technických zkušeností se spřátelenými státy;
11. vypracovává základní směrnice pro plánování cen, koordinuje činnost ministerstev na poli stanovení cen, schvaluje velkoobchodní ceny hlavních druhů výrobků a předkládá vládě ke schválení návrhy maloobchodních cen hlavních druhů zboží hromadné potřeby;
12. propracovává otázky methodiky a techniky plánování národního hospodářství;
13. vypracovává a schvaluje methodické pokyny a formuláře pro sestavování státních národohospodářských plánů;
14. řídí práci ministerstev na poli vypracování norem (standardů) a schvaluje normy (standardy) pro hlavní druhy průmyslových výrobků;
15. organisuje technicko-hospodářskou expertisu pro nejdůležitější stavby našeho národního hospodářství.